# Лесно Брдо (Врхника)
Лесно Брдо (словен. Lesno Brdo) је насељено место у општини Врхника, Средњесловенска регија, Словенија.

## Историја
До територијалне реорганизације у Словенији било је у саставу старе општине Врхника.

## Становништво
У попису становништва из 2011. године, Лесно Брдо је имало 344 становника.
| Број становника према пописима | Број становника према пописима | Број становника према пописима |
| ------------------------------ | ------------------------------ | ------------------------------ |
| 1991                           | 2002                           | 2011                           |
| 205                            | 279                            | 344                            |